# Paul Chong Hasang
Der heilige Paul Chong Hasang (* 1795 in Majae, Gyeonggi-do, Korea; † 22. September 1839 in Small West Gate, Seoul) gehört zu den 103 koreanischen Märtyrern, die während der Zeit der Christenverfolgungen von 1838 bis 1846 den Märtyrertod erlitten.
Hasang war Katechet und bat in einem Brief den Papst darum, weitere Priester ins Land zu schicken. Im Winter 1836/37 half er drei französischen Missionaren, heimlich über die Berge ins Land einzureisen. Sie arbeiteten in aller Heimlichkeit, standen um 2:30 Uhr auf, um zu wechselnden Zeiten unter extrem ärmlichen Bedingungen die Messe zu feiern. Die Zahl der Katholiken wuchs jedoch so stark, dass es nicht länger möglich war, die Aktivitäten geheim zu halten. Man vermutet, dass es zu jener Zeit etwa 9000 Christen im Land gab. Die drei französischen Missionare ließen sich am 6. September 1839 gefangen nehmen, um ein Massaker und die Apostasie (Glaubensabfall) vieler zu verhindern. Sie wurden am 21. September hingerichtet. Am Tag darauf wurden auch Paul Chong und sein Freund Augustin Yu Chin-gil, der offizielle Dolmetscher des Königs, gehängt. Auch Hasangs Eltern, sein Bruder und seine Schwester erlitten den Märtyrertod.
Im Juli 1925 sprach Papst Pius XI. 79 Märtyrer selig, die zwischen 1839 und 1846 gestorben waren. 24 weitere, die zwischen 1861 und 1867 starben, wurden 1968 seliggesprochen. Beide Gruppen wurden am 6. Mai 1984 in Seoul von Papst Johannes Paul II. heiliggesprochen. Ihr Gedenktag im Heiligenkalender ist der 20. September. Paul Chong Hasang wurde die Ehre zuteil, nach Andreas Kim Taegon als zweiter namentlich genannt zu werden und so die Gruppe der koreanischen Märtyrer zu vertreten.
Seit 1967 erinnert das Heiligtum der koreanischen Märtyrer in Seoul an alle katholischen Märtyrer von Korea.